# Khàskovo
Khàskovo (en búlgar Хасково), oficialment transcrit Haskovo és una ciutat i un centre administratiu de la província de Khàskovo. Està situada al sud de Bulgària, no gaire lluny de les fronteres amb Grècia i Turquia.
Khàskovo celebrà els seus mil anys d'existència el 1985. Per marcar l'esdeveniment, s'alçà una nova torre del rellotge en el centre de la ciutat. En temps medievals era coneguda per la propera fira d'Uzundjovo, famosa a tota Bulgària.

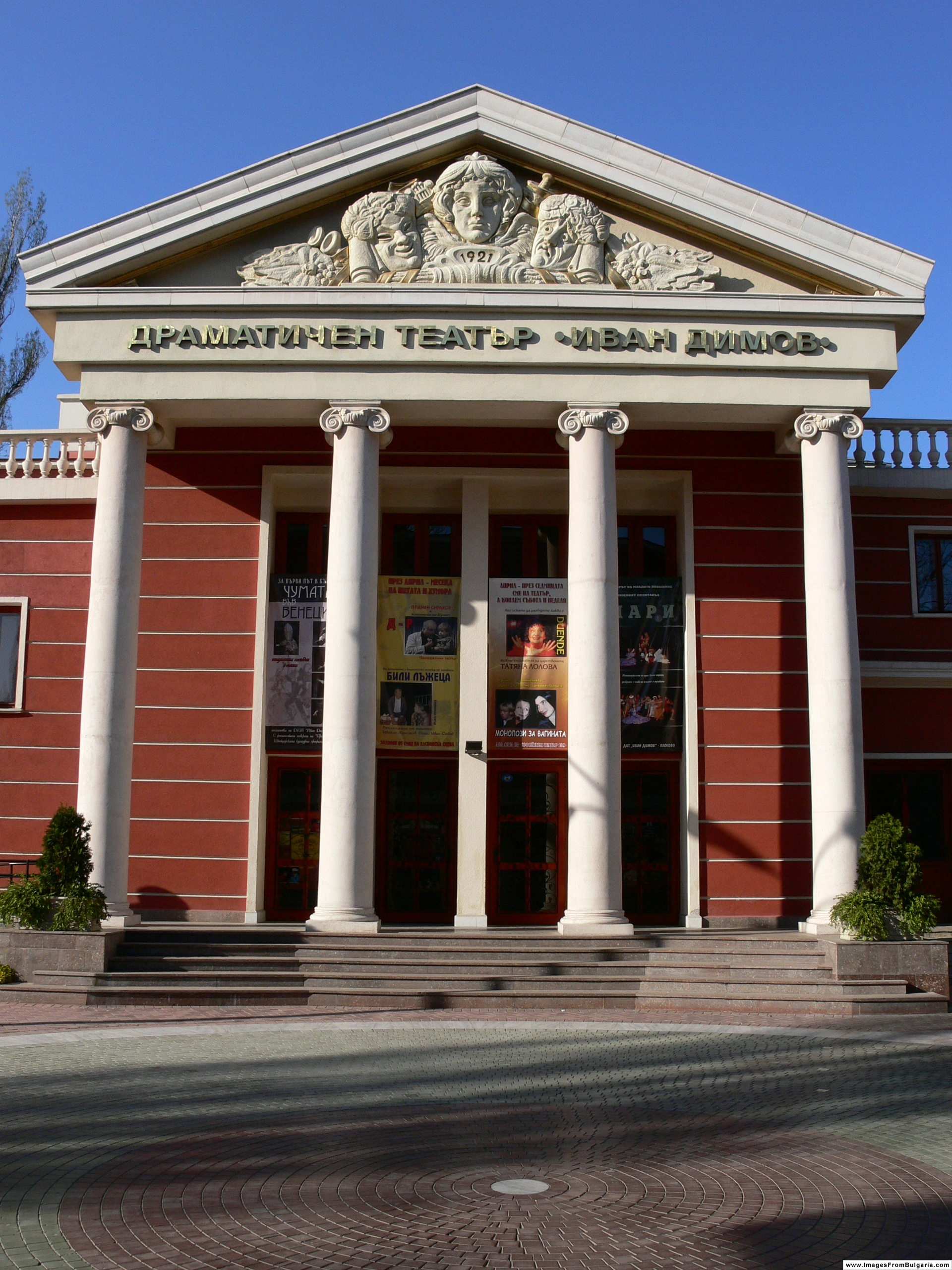
Teatre dramàtic Ivan Dímov 1921)

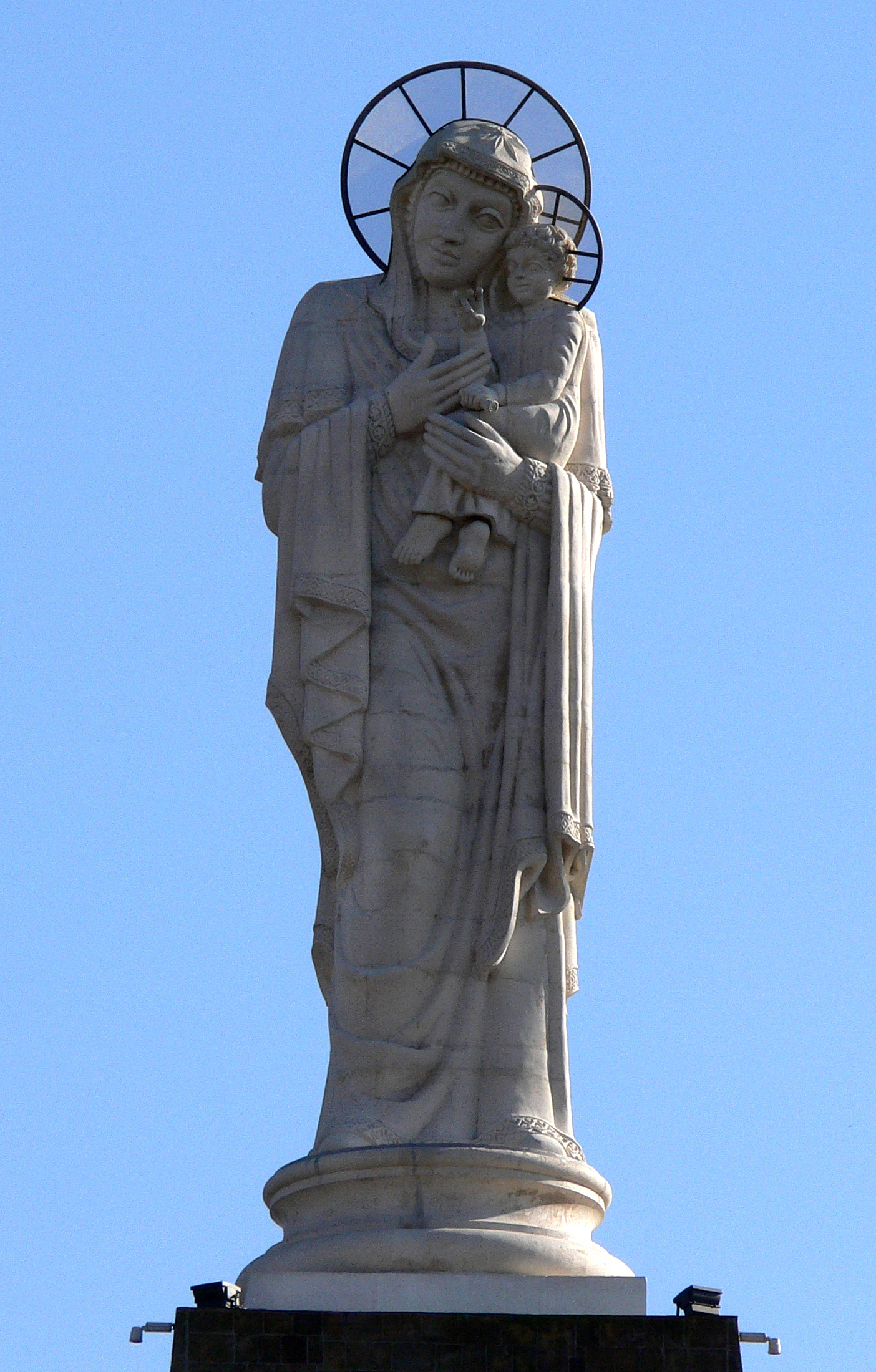
El Monument de la Santa Mare de Déu, el monument més alt del món de la Verge Maria

## Història
Segons els arqueòlegs, l'àrea de Khàskovo va ser poblada fa aproximadament set mil anys. Dins i al voltant d'Haskovo, s'ha conservat la prova que confirma la seva llarga història durant la prehistòria i períodes traci, grec, i romà i romà d'Orient.
Al segle ix - durant el Primer Imperi Búlgar - fou construïda una fortalesa a Khàskovo, que aviat fou transformada en ciutat. Aquesta ciutat estava situada en el centre d'una gran regió, entre el rius Klokotnitsa, Harmanliyska, i Maritsa. El 1395 es va construir l'Eski cami (la Mesquita Vella), com una de les primers als Balcans. És interessant d'assenyalar que el seu minaret està un pèl inclinat.
El 1782, la ciutat era coneguda amb el nom de Marsa. Pels volts de 1830, era Uzundja-ova. La ciutat fou anomenada "Ciutat Neta" durant el període de Renaixement nacional búlgar. El mot turc "köy" se substituí posteriorment amb el sufix de lloc búlgar (i eslau comú) "-ovo".
La majoria dels búlgars es començaren a reinstal·lar a Khàskovo al començament del segle xix. En aquesta època, l'assentament era un centre de comerç per a comerciants des d'Edirne, Enos, i Istanbul. Lentament, l'àrea adquirí una reputació forta quant a la producció de materials de cotó, teles de seda, i catifes.
Després de l'alliberament, el 1878, Khàskovo es convertí de la regió del tabac d'alta qualitat. Tanmateix, ara no hi ha cap producció de cigarrets a la regió, des que la gran companyia tabaquera, "BT Haskovo", va ser tancada. Actualment, hi ha algunes empreses que produeixen menjar, maquinària 
La Cala de Khàskovo en l'Illa Greenwich, a les Illes Shetland del Sud, Antàrtida s'anomena així per la ciutat de Khàskovo.

## Població
La població de Khàskovo durant la primera dècada després de l'alliberament de Bulgària depassava les 10.000 persones. El 1887 tenia 14.191 habitants. Des de llavors començà a augmentar, dècada rere dècada, principalment a causa del flux migratori provinent de les àrees rurals i les ciutats més petites circumdants. El flux arribà al seu cim el 1985, quan depassà els 85.000 habitants.

## Cultura
La vida cultural a la ciutat és representada pel recentment renovat Teatre dramàtic Ivan Dímov, el museu històric i una galeria d'art. El colorit festival folklòric anual de balls i cançons tràcies té lloc al proper parc Kenana.
Un monument de 32 metres d'alt de la Verge Maria i el Nen Jesús fou erigit al Turó de la Joventut prop de Khàskovo, el 2003. El monument s'inaugurà el 8 de setembre amb motiu de la Nativitat de la Santa Verge Maria, quan se celebra el dia de la ciutat de Khàskovo. Va entrar al Llibre Guinness de Rècords com el monument més alt del món dedicat a Nostra Senyora.
El centre de la ciutat ha estat objecte, últimament, de moltes inversions i renovació.
Entre altres llocs destacats del municipi cal esmentar la Tomba d'Aleksàndrovo, així com la l'Església de l'Assumpció d'Uzundjovo, construïda originalment com a mesquita durant l'època otomama.

## Nadius notables
- Tane Nikòlov (1873-1947), revolucionari
- Assèn Zlatàrov (1885-1936), científic
- Aniu Ànguelov (1942), Ministre de Defensa
- Nedialka Simeònova (1901-1959), violinista
- Tsvetan Mòtev (b. 1964), medallista de bronze de l'Olimpíada Matemàtica Internacional de 1983
- Stanimir Stoilov (b. 1967), futbolista i mànager de futbol
- Kràssen Kràstev (b. 1973), ballarí i coreògraf
- Grígor Dimitrov (b. 1991), tennista; campió junior 2008 a Wimbledon i campió de l'Open Junior dels Estats Units

## Relacions internacionals

### Agermanaments
Ciutats agermanades amb Khàskovo:
- Abington, Pennsylvania, USA

- Alexandrúpoli, Grècia

- Edirne, Turquia

- Énguera, País Valencià, Espanya

- Leicester, Anglaterra, Regne Unit

- Novara, Itàlia

- Taixkent, Uzbekistan

- Bodrum, Turquia

## Galeria

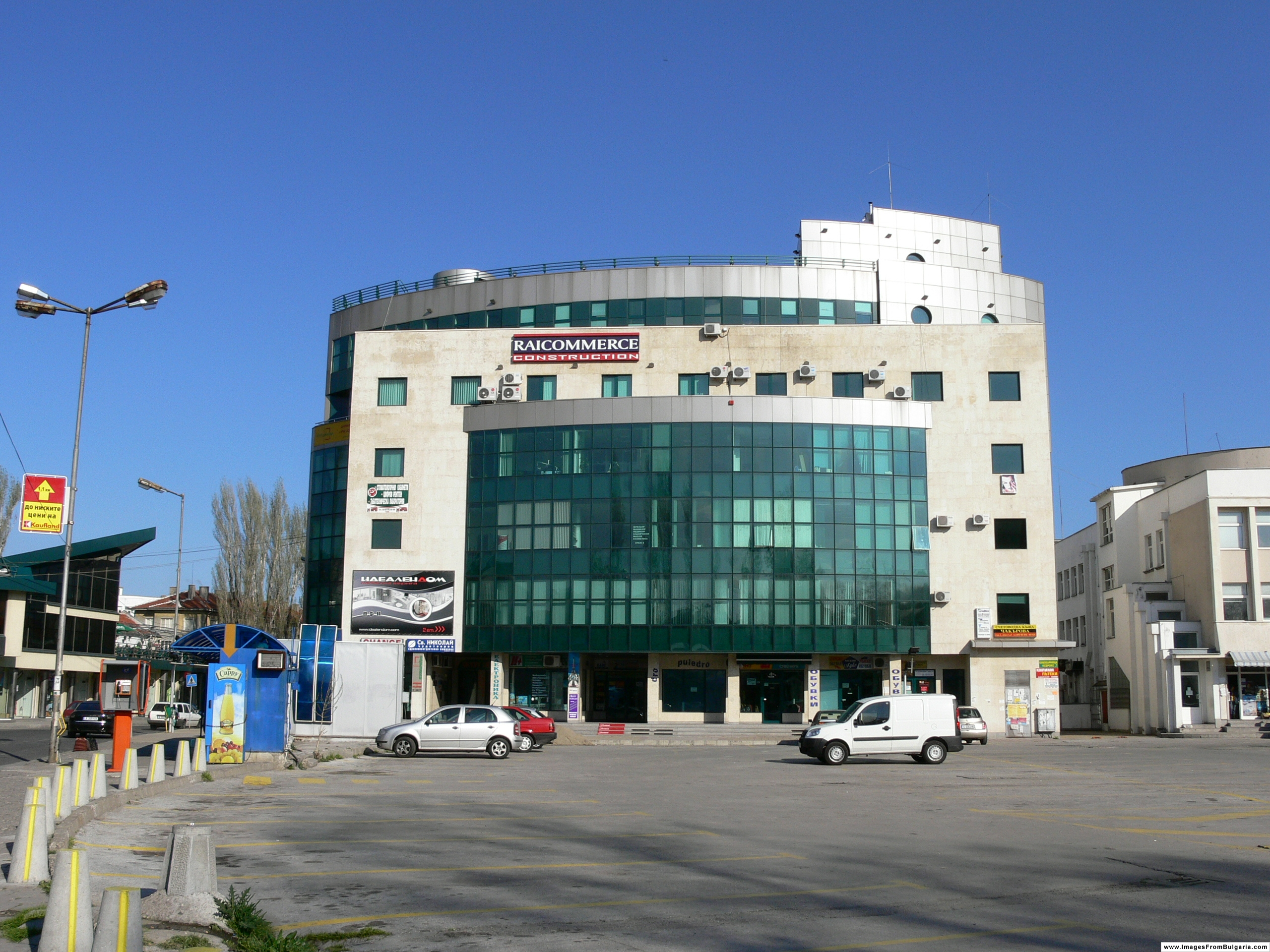
Nou edifici d'oficines
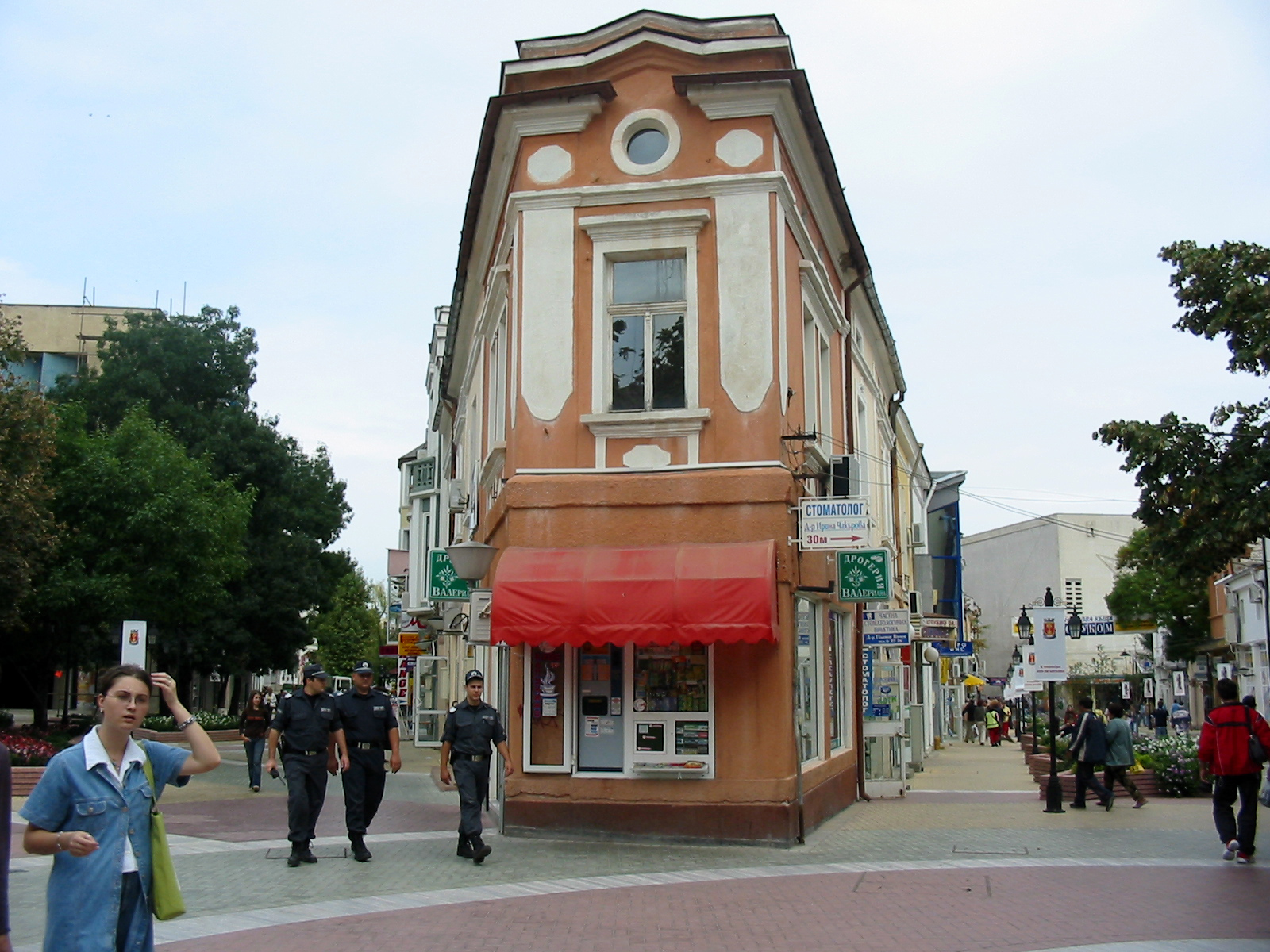
Centre de la ciutat
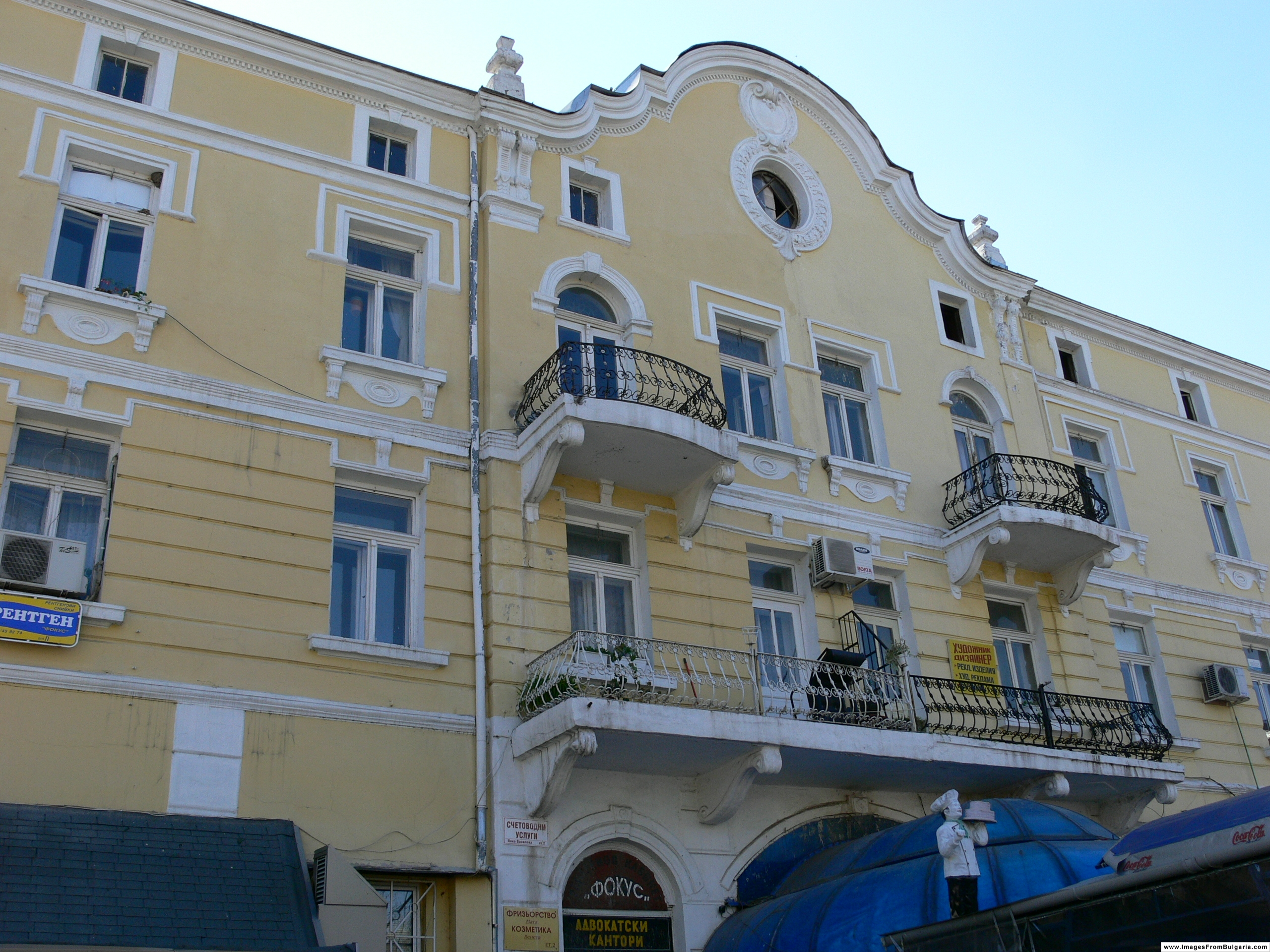
Un edifici
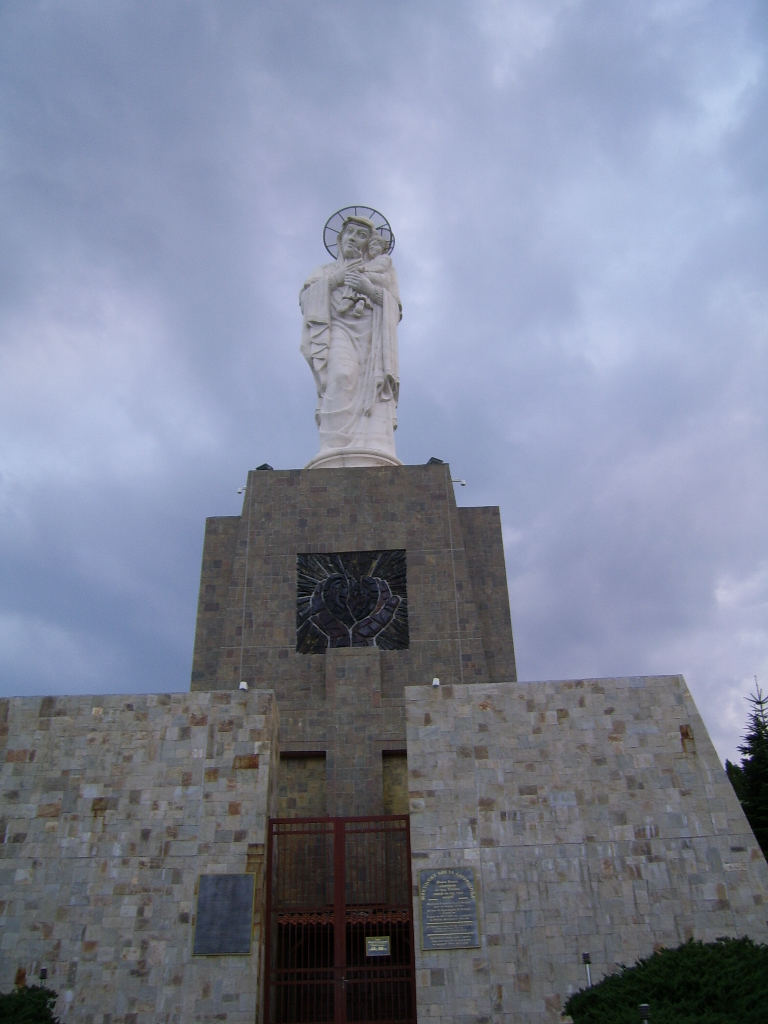
Monument de la Verge Maria a Khàskovo